# Zaljubljeni Shakespeare
Zaljubljeni Shakespeare (eng. Shakespeare in Love) je romantična komedija Johna Maddena iz 1998. nagrađena Oscarom.
Film je većim dijelom izmišljen, iako je nekoliko likova temeljeno na stvarnim ljudima. Osim toga, neki likovi, rečenice i dijelovi radnje su reference na Shakespearove komade.
Zaljubljeni Shakespeare je osvojio nekoliko Oscara 1998., uključujući najbolji film i nagradu za najbolju glumicu (Gwyneth Paltrow). Bila je to prva komedija koja je osvojila nagradu za najbolji film nakon Annie Hall.
Film ne teži povijesnoj točnosti i uključuje mnogo anakronizama. No, kostimi i portret pojedinih slavnih ličnosti, posebno kraljice Elizabete I., preneseni su dosta vjerno.

## Sinopsis
Radnja filma vrti se oko zabranjene veze između Shakespearea i plemkinje Viole.
Kako bi izravnao svoj dug s biznismenom Hughom Fennymanom, Shakespearov pokrovitelj, ponudi lihvaru Fennymanu partnerstvo u nadolazećoj produkciji Shakespearove najnovije komedije, Romeo i Ethel, gusareva kći. Ovaj komad kasnije će se preimenovati u "Romeo i Julija".
Dramatičaru Williamu Shakespeareu fali inspiracije pa se daje u potragu za novom muzom, koju pronalazi u obliku Viole de Lesseps, djevojke inspirirane njegovim djelima i zaljubljene u njegove rime. Iako je to zabranjeno zakonima i običajima 16. stoljeća, Viola se odijeva kao muškarac i prijavi se na audiciju za ulogu u Shakespearovoj novoj predstavi. Nakon što je dobila ulogu Romea, nastavlja svoju smicalicu. Kasnije je otkriva sam Shakespeare, a dvoje se upuštaju u tajnu vezu. Romansa između njih dvoje očigledno je aluzija na scene u Romeu u Juliji, uključujući scenu u plesnoj sobi iz 2. čina i scenu na balkonu odmah nakon toga. Element zabranjene ljubavi daje Shakespeareu temelj za inspiraciju, a mnogi se njihovi dijalozi kasnije pojavljuju kao neki od najslavnijih citata u predstavi.
Shakespeare počne uzbuđeno pisati i, zahvaljujući svojoj vezi s Violom koja će se udati, napiše tragediju umjesto komedije. Viola tijekom proba igra Romea, ali tijekom razgovora na jastuku s Williamom, saznaje i Julijine rečenice.
Vrhunac filma dolazi dan prije Violina vjenčanja i premijere predstave. Kraljičin službenik otkriva kako u kazalištu nastupa žena i odmah ga zatvara. Ostavljeni bez pozornice i glavnog glumca, čini se da su sve nade izgubljene. Za dvoje ljubavnika sve nade nestaju nakon Violine udaje. No, vlasnik konkurentskog kazališta daje Shakeapeareu još jednu priliku i dopušta mu da postavi predstavu u drugom kazalištu. Viola saznaje da će se predstava održati na dan njezina vjenčanja i pobjegne od svog novopečenog muža (uz pomoć služavke) u kazalište. Ondje odigra ulogu Julije sa Shakespearom u ulozi Romea, a strastvena izvedba dvoje ljubavnika oduševi svu publiku, uključujući kraljicu koja se iznenada pojavljuje.
Ipak, dvoje ljubavnike se mora rastati; u posljednjoj sceni razgovaraju o Shakespearovom sljedećem komadu, "Na Tri kralja". Po naredbi kraljice, ovaj komad mora biti veseliji i uključivati heroinu zvanu Viola.

## Casting
- Simon Callow je bio prvi izbor za ulogu Philipa Henslowea. Ipak, Geoffrey Rush se nakon proba pokazao boljim izborom.
- Nekoliko godina prije nego što je film snimljen, glavne uloge su dobili Julia Roberts i Daniel Day-Lewis, ali su oboje odustali nekoliko tjedana prije snimanja. Projekt je ostao na čekanju u Paramountu, sve dok ga nije uzeo Miramax.
- Za glavnu žensku ulogu su konkurirale Meg Ryan, Jodie Foster, Winona Ryder i Kate Winslet, ali je ona na kraju pripala Gwyneth Paltrow.
- Ben Affleck nije bio kandidat za ulogu koju je na kraju odigrao sve dok ga Paltrow nije predložila dostavivši snimku audicije koju su zajedno pripremili.

## Reference na Shakespearova djela
Glavni izvor za veći dio filma je Romeo i Julija, drama koju je u filmu Will napisao inspiriran događajima. Will i Viola su odigrali slavne scene na balkonu i u spavaćoj sobi; kao i Julija, Viola ima duhovitu sluškinju, a od Willa je odvojena dužnošću (iako ne obiteljskom mržnjom kao u komadu - "dvije kuće" iz Romea i Julije navodno su poslužili kao temelj za ideju o rivalstvu dvaju kazališta.
Mnogi dijelovi radnje u filmu uobičajeni su za Shakespeareove komedije i druga djela dramatičara iz elizabetinske ere: kraljica prerušena u običnog čovjeka, nošenje odjeće suprotnog spola, zamjena identiteta, mačevalački obračun, sumnja u preljub (ili barem varanje), pojavljivanje 'duha' i 'predstave u predstavi'.
Film sadrži nekoliko sekvenci u kojima Shakespeare i drugi likovi izgovaraju riječi koje će se kasnije pojaviti u njegovim djelima:
- Na ulici, Shakespeare čuje puritansko propovijedanje protiv dvaju londonskih kazališta: "Ruža odurno smrdi, ma kako se zvalo! Do vraga s oba kazališta, velim ja!" Dvije reference u jednoj, iz Romea i Julije, prva, "Ruža bi mirisala ma kako se zvala."; druga, "do vraga s oba kazališta".
- Proba za izvedbu Dva plemića iz Verone. Shakespeare ugleda Williama Kempea pod punom šminkom kako u tišini promatra lubanju (referenca na Hamleta).
- Dok se prikazuje Shakespearova spisateljska blokada, on gužva papire i baca ih unaokolo. Oni padaju pokraj potpornja koji predstavljaju scene u nekoliko njegovih komada: lubanja (Hamlet) i otvorena prsa (Mletački trgovac).
- Viola je, osim što je ime glavne junakinje filma, glavni lik Na Tri kralja te se također odijeva kao muškarac nakon bratove smrti.
- Na kraju filma, Shakespeare zamišlja brodolom koji snađe Violu na putu u Ameriku, što je inspiracija za uvodnu scenu njegova sljedećeg komada, Na Tri kralja.

Christopher Marlowe pojavljuje se u filmu kao majstor dramatičar kojeg svi smatraju najvećim engleskim dramatičarom - ovo je jedan od humorističnih elemenata filma jer svi znaju što će se kasnije dogoditi Shakespeareu. On daje Shakespeareu radnju za svoj novi komad, "Romeo i Ethel, gusareva kći" ("Romeo je Talijan... uvijek se zaljubljuje i odljubljuje... dok ne upozna... Ethel. Kćer njegova neprijatelja! Njegova najboljeg prijatelja u dvoboju je ubio Ethelin brat ili tako nešto. Njegovo ime je Mercutio.")
Dijete John Webster koji se igra s mišem je referenca na vodeću figuru jakobinske generacije dramatičara. Njegovi komadi poznati su po krvi, zbog čega kaže da uživa u Titu Androniku; nadalje, na kraljičino pitanje je li mu se svidio Romeo i Julija, on odvraća "Svidjelo mi se kad se probola."

## Kontroverze
Nakon premijere filma, publikacije kao što su Private Eye su primijetile sličnosti između filma i romana No Bed for Bacon iz 1941. Caryl Brahms i S.J. Simona, koji također uključuje Shakespearea koji se zaljubljuje i pronalazi inspiraciju za svoja kasnija djela.
U predgovoru u idućem izdanju romana, Ned Sherrin je spomenuo da je posudio kopiju romana Stoppardu nakon što se pridružio scenarističkoj ekipi, ali da je osnovnu radnju filma neovisno osmislio Marc Norman, koji nije znao za roman.

## Nagrade

### Pobjede
- Oscar za najbolji film
- Oscar za najbolju glavnu glumicu — Gwyneth Paltrow
- Oscar za najbolju sporednu glumicu — Judi Dench
- Oscar za najbolju scenografiju — Martin Childs i Jill Quertier
- Oscar za najbolji dizajn kostima — Sandy Powell
- Oscar za najbolju originalnu glazbu — Stephen Warbeck
- Oscar za najbolji originalni scenarij — Marc Norman i Tom Stoppard
- BAFTA za najbolji film
- BAFTA za najbolju sporednu glumicu — Judi Dench
- BAFTA za najboljeg sporednog glumca — Geoffrey Rush
- BAFTA za najbolju montažu — David Gamble
- Zlatni globus za najbolji film – komedija ili mjuzikl
- Zlatni globus za najbolju glumicu – komedija ili mjuzikl — Gwyneth Paltrow
- Zlatni globus za najbolji scenarij - komedija/mjuzikl - Marc Norman i Tom Stoppard
- Nagrada Ceha američkih scenarista za najbolji originalni scenarij — Marc Norman i Tom Stoppard

### Nominacije
- Oscar za najboljeg redatelja — John Madden
- Oscar za najboljeg sporednog glumca — Geoffrey Rush
- Oscar za najbolju fotografiju — Richard Greatrex
- Oscar za najbolju montažu — David Gamble
- Oscar za najbolju šminku — Lisa Westcott i Veronica Brebner
- Oscar za najbolji zvuk — Robin O'Donoghue, Dominic Lester, Peter Glossop
- BAFTA za režiju — John Madden
- BAFTA za najbolju glumicu — Gwyneth Paltrow
- BAFTA za najboljeg glumca - Joseph Fiennes
- BAFTA za najboljeg sporednog glumca — Tom Wilkinson
- BAFTA za fotografiju — Richard Greatrex
- BAFTA za originalni scenarij — Marc Norman i Tom Stoppard
- BAFTA za šminku — Lisa Westcott
- BAFTA za zvuk — Robin O'Donoghue, Dominic Lester, Peter Glossop, John Downer
- BAFTA za filmsku glazbu — Stephen Warbeck
- BAFTA za dizajn kostima — Sandy Powell
- BAFTA za scenografiju — Martin Childs
- Nagrada Ceha američkih redatelja za najboljeg redatelja — John Madden
- Zlatni globus za najbolju režiju — John Madden
- Zlatni globus za najboljeg sporednog glumca — Geoffrey Rush
- Zlatni globus za najbolju sporednu glumicu — Judi Dench

## Vanjske poveznice
- Zaljubljeni Shakespeare u internetskoj bazi filmova IMDb-a
- Zaljubljeni Shakespeare na Rotten Tomatoes (engl.)